# Babi (chanteuse)
Pour les articles homonymes, voir Babi.
Babi, de son vrai nom Bárbara Guillén Cantarero (née le 24 juin 1999 à Madrid), est une chanteuse et compositrice espagnole.

## Biographie
Elle commence à écrire des chansons en 2014 en guise de thérapie, influencée par des rappeurs tels que Calero et Canserbero, des années plus tard, elle commence à partager ses chansons, qui sont bien accueillies par un jeune public. Sur YouTube, ses titres atteignent 190 millions d'écoutes à la fin de l'année 2021 et sur Spotify, elle compte 1,1 million d'auditeurs mensuels,.
Avec des rythmes lents, Babi définit sa musique comme triste bien qu'il évolue entre lo-fi, rap et trap. Elle collabore avec Denom, G Sony, Miranda, Luna Ki, Marc Seguí et Ly Raine, Xenon entre autres,. Elle collabore aussi avec Macaco pour le morceau Me matarás du film espagnol No matarás, avec Mario Casas.

## Discographie partielle
- 2016 : En canal
- 2019 : Desierto
- 2019 : Rota
- 2019 : Colegas
- 2020 : Me sabe mal
- 2020 : Prioridades